# District de Dabancheng
Cette page contient des caractères spéciaux ou non latins. S’ils s’affichent mal (▯, ?, etc.), consultez la page d’aide Unicode.
Le district de Dabancheng (达坂城区 ; pinyin : Dábǎnchéng Qū) est une subdivision administrative de la région autonome du Xinjiang en Chine. Il est placé sous la juridiction de la ville-préfecture d'Ürümqi.